# Łucznictwo na Letnich Igrzyskach Olimpijskich 1904 – Double York Round mężczyzn
Double York Round mężczyzn – jedna z konkurencji łuczniczych na Letnich Igrzyskach Olimpijskich 1904 w Saint Louis, odbyła się 20 września 1904. Uczestniczyło 16 zawodników ze Stanów Zjednoczonych.
W Double York Round zawodnicy oddali 72 strzały ze 100 jardów, 48 strzałów z 80 jardów i z 24 strzałów z 40 jardów. Łączna liczba strzałów w rundzie podwójnej wynosiła 288.

## Wyniki
Wynik bazuje na punktach. Jeden punkt otrzymywał zawodnik, który zdobył najwięcej punktów w każdym dystansie, jak również za najlepsze trafienie w cel. Dwa punkty otrzymywał zawodnik, który miał najwyższą punktację łączną oraz za najwięcej celnych trafień. Maksymalna liczba punktów do zdobycia wynosiła 10.
| Miejsce | Zawodnik            | Punkty | Wynik |
| ------- | ------------------- | ------ | ----- |
| 1       | George Bryant       | 7      | 820   |
| 2       | Robert Williams     | 2      | 819   |
| 3       | William Thompson    | 1      | 816   |
| 4       | Wallace Bryant      | 0      | 618   |
| 5       | Benjamin Keys       | 0      | 532   |
| 6       | Ernest Frentz       | 0      | 528   |
| 7       | Homer Taylor        | 0      | 506   |
| 8       | Charles Woodruff    | 0      | 487   |
| 9       | Henry B. Richardson | 0      | 439   |
| 10      | Cyrus Edwin Dallin  | 0      | 405   |
| 11      | David McGowan       | 0      | 383   |
| 12      | Louis Maxson        | 0      | 382   |
| 13      | Thomas Scott        | 0      | 375   |
| 14      | Ralph Taylor        | 0      | 328   |
| 15      | Edward Weston       | 0      | 268   |
| 16      | Edward Bruce        | 0      | 238   |